# Ángel Maturino Reséndiz

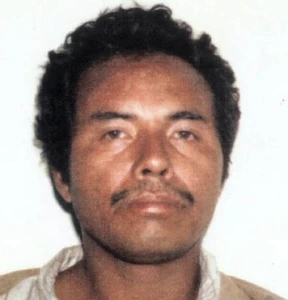
Ángel Maturino Reséndiz

Ángel Maturino Reséndiz, echte naam Ángel Leoncio Reyes Recendis (Izúcar de Matamoros, 1 augustus 1959 - Huntsville, 27 juni 2006), was een Mexicaans seriemoordenaar. Hij vermoordde in de jaren 90 naar schatting dertig mensen in Mexico, Canada en in de Verenigde Staten. Reséndiz gebruikte verschillende aliassen terwijl hij als verstekeling op treinen rondtrok, zoals Rafael Resendez-Ramirez en Ángel Reyes Reséndiz.
Reséndiz werd door media The Railcar/Railroad/Railway Killer genoemd, omdat hij voornamelijk slachtoffers maakte in de buurt van treinstations. Hij werd in juni 1999 op de FBI Ten Most Wanted Fugitives-lijst geplaatst en gaf zich 22 dagen later over aan politieagenten in Texas. Op 27 juni 2006 werd hij door middel van een dodelijke injectie geëxecuteerd in Huntsville.

## Werkwijze
Reséndiz had geen vast adres en verplaatste zich constant door Mexico, Canada en de Verenigde Staten door ongezien met treinen mee te liften. Waar hij van boord ging, belaagde hij mensen meestal in hun eigen huizen. Hij sloeg zijn doelwitten dood met stenen of stompe voorwerpen, schoot ze neer en wurgde ze met zijn blote handen of hulpmiddelen. Reséndiz nam soms spullen mee van zijn slachtoffers om ze cadeau te doen aan zijn vrouw, die in Mexico woonde. Sommige van zijn vrouwelijke slachtoffers verkrachtte hij.

## Aanhouding en veroordeling
De politie kon Reséndiz aanhouden met hulp van zijn zus Manuela Karkiewicz. De moordenaar zegde toe haar en Texas Ranger Drew Carter te ontmoeten. Die afspraak kwam hij na, waarbij hij zich overgaf aan Carter. Tijdens de rechtszaak tegen hem vertelde Reséndiz de indruk te hebben gekregen dat hem de doodstraf bespaard zou blijven door zich over te geven. Zijn advocaat verklaarde dat zijn cliënt dacht in een psychiatrische instelling te worden opgesloten. Hij werd niettemin voldoende toerekeningsvatbaar verklaard en uiteindelijk door een jury ter dood veroordeeld.